# Xerophloea major
Xerophloea major är en insektsart som beskrevs av Baker 1898. Xerophloea major ingår i släktet Xerophloea och familjen dvärgstritar. Inga underarter finns listade i Catalogue of Life.